# 체인리액션 (밴드)

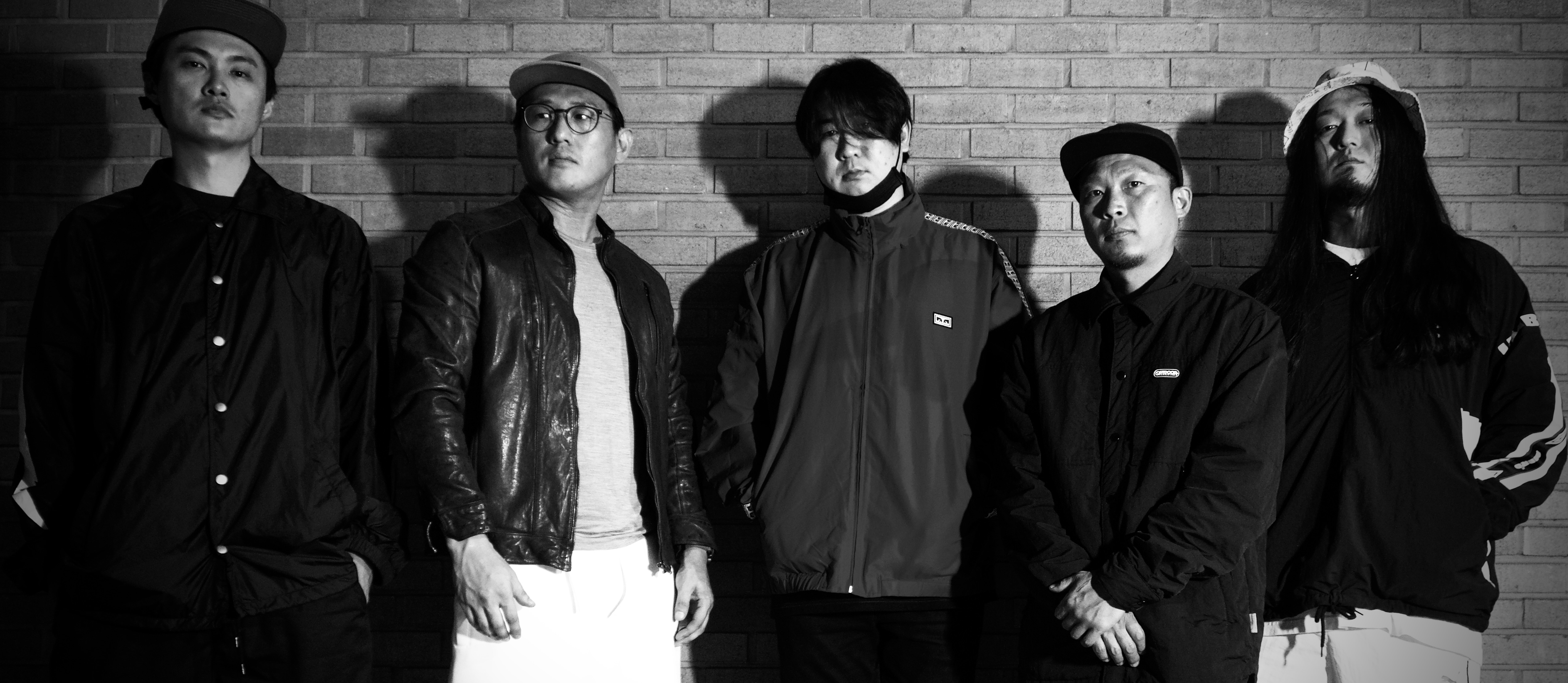
2022 8월 체인리액션 프로필

체인리액션(Chain Reaction)은 2015년 3월에 활동을 시작한 대한민국의 포스트 하드코어/스크리모 밴드이다. 감수성이 돋보이는 가사와 하드코어 장르를 기반으로 유니크한 음악적 스타일을 보여주며, 단기간에 대한민국 하드코어 씬에서 주목받았다.

## 멤버 구성
현재 체인리액션은 다음과 같은 멤버로 구성되어 있습니다:
- 보컬: 박세훈
- 기타: 임무혁
- 기타: 문정배
- 베이스: 황주영
- 드럼: 양윤기

## 음악적 특징
체인리액션의 음악은 포스트 하드코어의 어법을 기반으로 하며, 속주와 짧은 길이, 맹렬한 분출이라는 장르의 고유한 방식을 활용한다. 보컬 박세훈의 울부짖는 스크리모 창법과 체인리액션만의 리듬 섹션, 그리고 기타 멜로디가 합쳐진 그루브는 밴드의 유니크한 음악 스타일을 느낄 수 있게 한다.
특히 타 스크리밍과 차별화되는, 귀에 선명하게 꽂히는 발성과 창법으로 전달되는 한글 가사는 체인리액션만의 특징이다. 그들의 음악은 단순히 장르의 전형적인 방식을 따르기보다는 다양한 구조를 활용해 상투적인 방법론의 반복을 뛰어넘는 시도를 보여준다.

## 앨범

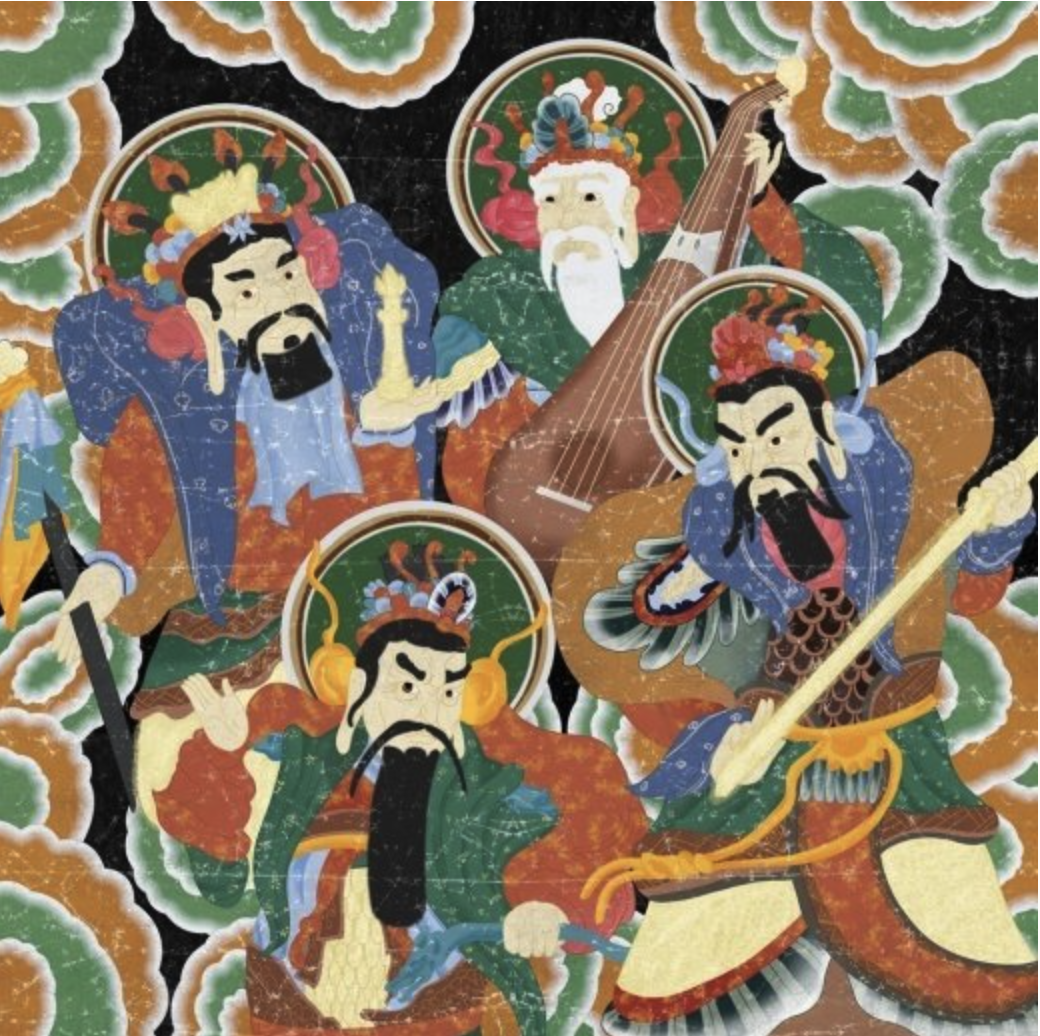

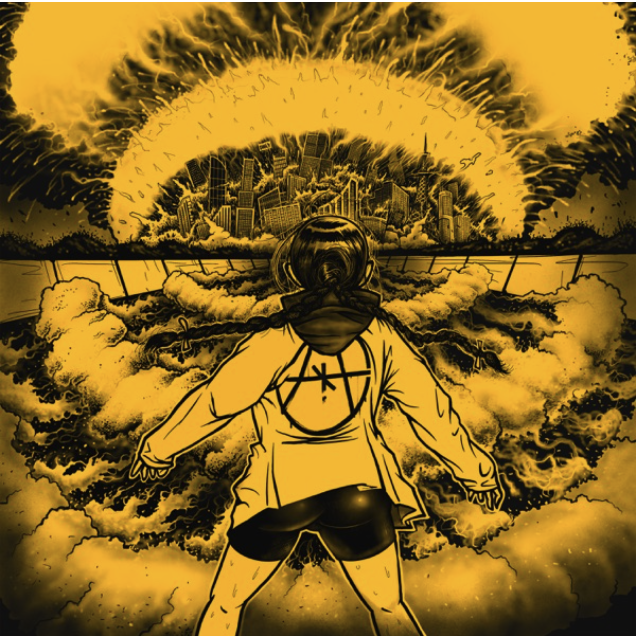

- FEATURES/CREATURES (2019년 10월): 첫 번째 정규앨범으로, 한국대중음악상(KMA)에 노미네이트되었다. 이 앨범은 삶에 대한 고독, 허무함, 두려움을 직면할 때의 내적 어두움과 그 안에서 희망을 얻고자 하는 메시지를 담고 있다.
- A LOVE SUPREME (2025년 4월): 두 번째 정규앨범으로, 6년 만에 발표되었다. 이 앨범은 첫 앨범보다 더 다양한 음악적 시도와 확장된 사운드를 보여주며, 11분 40초에 이르는 동명의 타이틀곡 'A Love Supreme'이 특히 주목받았다.

## 공연 활동
- 국내 다수의 전국 투어 진행
- 2016년과 2018년 일본 투어 진행
- 2022년 11월 일본 도쿄, 요코하마, 아츠기 3개 도시 투어 ('카운터리셋', '돌스리얼라이즈', '아이리보이즈'와 함께)
- '하우스 오브 반스 in 서울' 참여
- 해외 밴드 'Full of Hell', 'Otus', 'Hollow Sun', 'Obey the Brave', 'Endzweck' 등의 내한공연에서 국내 공연 투어 파트너로 활동

## 레이블
체인리액션은 2022년 대한민국 유일의 헤비니스 레이블인 Watch Out Records와 크루로 활동한다.

## 음악적 영향
체인리액션의 음악은 Touché Amoré와 Envy 같은 밴드에서 영향을 받았으며, 특히 최근 앨범에서는 '80년대 하드 록, '90년대 그런지와 얼터너티브 등 다양한 록 음악의 요소를 포스트 하드코어 프레임 안에 융합하는 시도를 보여주고 있다.

2025년 3월 27일 2집  [A Love Supreme] 정규 앨범발매
끝내, 떠나지 못한 병사들의 노래
포스트-하드코어 밴드 체인리액션은 멈출 듯 이어지는 과작의 행보를 이어왔다. 주로 공연을 통해 곡들을 공개하고 활동했고, 그 결과물을 모은 첫 정규앨범 [Features/Creatures]는 밴드 결성 후 5년 만에 공개되었다. 13곡 전부를 3분 이내로 구성한 이 작품은, 여러모로 장르의 궤에서 설명하기에 독특한 면모를 담고 있었다. 장르 특유의 간명하고 반복적인 캐칭 포인트나 선이 굵은메인 리프라인을 지양한 대신, 이들이 만들어내는 모든 소리는 하나의 서사를 위한 재료로 뭉치거나 흩어졌다. 이러한 곡들은 결과적으로 직관적인 타격감과 기술적인 완성도를 넘어, 고성과 소음의 충돌 뒤로 청자의 고민과 사색을 요구하는 독특한 면모를 보였다. 스크리밍의 범주에 있지만음향적인 연출에 대한 고려를 배제하고 날 것 그대로 들어오는 박세훈의 보컬, 화려한 솔로나 리드-배킹의 전형적인 구분을 거부하고 세 대의 기타가 비정형적으로 뭉치거나 흩어지는 독특한 플레이 방식, 한글을 주로 운용하면서도 모호한 감정의 흐름을 파편적으로 에두르듯 제시하는 감성적인 가사는 신선하거나, 때로는 (익숙한 장르 문법 관점에서는) 버거운 지점이었다. 뭉뚱그려진 인상으로는 포스트-하드코어에 닿아있으되, 장르 특유의 익숙한 감상 의례로부터는 꽤 많이 벗어난 어딘가를 향해 자신들을 다그치는 듯한 앨범이었다.

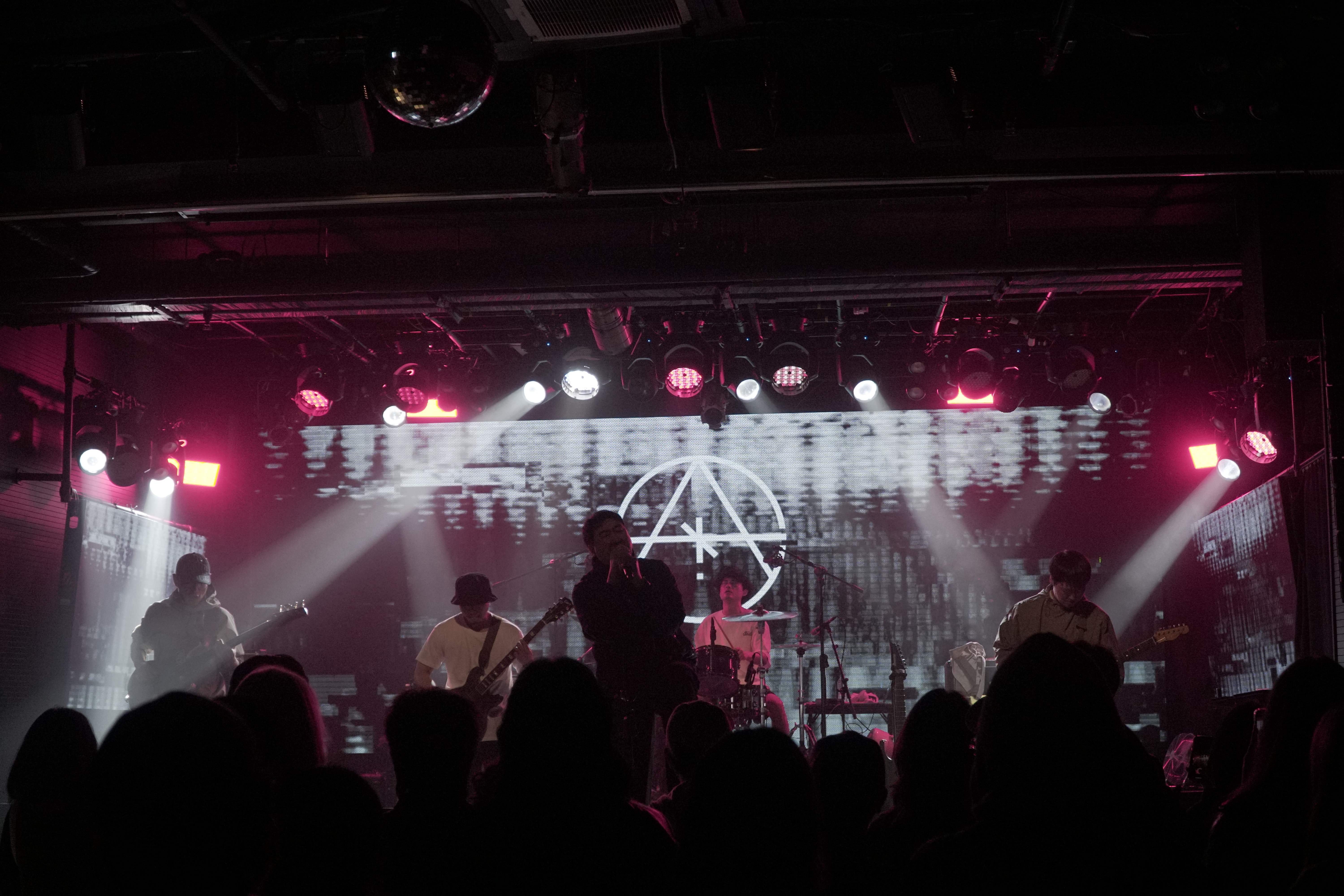
2025년 3월27일 2집 발매기념 롤링홀 단독공연

그렇게 이들이 갈등과 번민 속에 내놓은, 5년의 인고의 시간 끝의 첫 앨범은 한국대중음악상 노미네이트, 이후 다수의 공연을 통해 조금 더 활발히 이어지는 듯 했지만, 모든 다른 밴드가 그랬듯 이들 또한 코로나 이후 단절된 무대의 영향을 피해갈 수는 없었다. 공연 휴지기 동안 베이스 멤버의 변경, 신곡 작업의 중단 시기를 지나며, 이들은 그렇게 다른 많은 팀들처럼 활동을 마무리할지도 모를 시기를 겪어야 했다. 긴 머리를 자르고, 보다 단정해진 모습으로 오랜만에 만난 그들의 모습은 그래서 일견 버겁고, 위태로워보였다. 그러나 이들은 끝내 전장을 떠나기보다, 여러 힘겨움을 거쳐 다시 돌아오는 길을 택했다.[Features/Creatures]를 통해 장르의 궤를 부수며 만들었던 자신들의 음악적 정체성을, 이들은 새 앨범을 통해 다시금 부수고 넘어서야 할 대상으로서 대면했다. 그렇게, 다시 6년의 시간을 거쳐 [A Love Supreme]이 공개되었다.
[A Love Supreme]이라는, 밴드의 음악적 색을 감안할 때 꽤 이질적인 타이틀곡이자 앨범의 제목은, 역으로 이들이 겪고 넘어서야 했던 순간들을 함축하고 있다. 우선, 복잡한 구성과 변주, 불규칙한 전개방식, 각 연주와 트랙을 한 덩어리를 구성하는 재료처럼 활용하던 독특한 송메이킹 방식에 대해 한결 유연해졌다. 전체적으로 초반은 전작과 연장선상에 있는 곡들이, 중반부를 넘어갈수록 새로운 시도의 비중이 늘어가며 [Features/Creatures] 이후로 변해가는 밴드의 태도와 결과물이 시계열로 연결된 듯한 인상이다. 첫 싱글로 공개된 앨범의 머릿곡 ‘Numb’ 이후로는, 하드코어의 공격성과 짧은 타격감이라는 작곡의 접근방식은 유지하되 이를 구성하는 재료나 악상을 굉장히 폭넓은 락의 연대들로부터 가져오며 예측할 수 없는 흐름을 보인다. 80년대 하드락에서 90년대 그런지와 얼터너티브에 이르기까지 구시대의 잔향들로부터 다양한 리프 톤 및 전개방식을 가져오는데, 이들은 단순히 재료로만 이어붙이는 것이 아니라 실제로 하드코어의 작법 안에서 해당 장르들을 체감할 수 있을 정도로 꽤 본격적인 융합을 선보인다. 이러한 변화는 세번째 곡‘Buried Mind’부터 본격적으로 부상하는데, 전반부에서는 시애틀 그런지의 배킹 리프를 배치하고 질주감을 배가하는 베이스라인과 드라이브를 건 톤으로 고전 하드락의 질주감을 하드코어의틀 안으로 가져온다.
곡이 점진적으로 고조되면서 멜로딕 하드코어 핌프락 스타일의 리프와 날카롭고 맹렬한 스크리밍, 변칙적인 파트 전환이 자연스럽게 어우러지며 무대를 상상하게 하는 ‘Empty Out’, 흡사 펄잼이나 앨리스인체인스의 작품을 연상하게 하는 리프가 귀를 사로잡는 ‘The Fault’는 하드코어-하드락-얼터너티브라는 이질적인 장르들을 특유의 복합적인 구성, 선율과 화성에 대한 보다 관용적인 접근을 통해 자연스럽게 이어낸다.한결 멜로디컬해진 구성에 맞춰 보컬의 접근도 다채로워졌다. 낮은 음역대에서 가창과 스크리밍의 중간 지점을 오묘하게 건드리기도 하고, 노이즈와 이펙트를 더해 위치를 바꾸거나 화음을 쌓고 가창을 이어가기도 하는 등, 박세훈의 보컬은 전작에서 서사를 위한 재료로 헌신하던 것을 넘어 보다 본격적으로 여러 악기에 맞서듯 자신의 존재감을 확장한다. 여전히 단단하고 강한 타격감으로 밴드의 기반을 받치는 양윤기의 드러밍이 이들 음악의 연속성을 상징한다면, 새로 합류한 황주영의 베이스라인은 이들이 추구하는 변화의 넓은 진폭을 대변한다. 원래 블루스 밴드 출신이면서 슬랩 피킹을 통한 그루비한 라인 메이킹을 주로 선보였던 그의 이력은, 격정적이고 변칙적으로 흐르는 기존 체인리액션 음악에 보다 풍성한 완급 조절의 다양성과 흐름의 당위를 부여한다. 주법의 차이에 따른, 속도감 있는 곡에서 선보이는 독특한 타감 또한 양윤기의 드러밍과 함께 앨범의 리듬 파트에 독특한 질감을 부여한다.
7번 트랙 ‘Reprise’에서부터 이어지는 세 곡은 이들의 변화가 장르나 자신들의 한계 또한 정면으로 맞서고 있음을 보여주는 파격의 연속이다. 아르페지오 기타 톤이 지배하는 락발라드 ‘Reprise’는 하드코어 밴드라는 체인리액션 자신의 정체성에 대한 파격을 상징한다. 탁한 톤에도 안정적인 호흡 조절과 음역 터치를 통해 스크리밍이 아닌 정통 보컬로서도 상당한 표현력을 선보이는 박세훈의 보컬이 이 곡의 정점을 차지하는 가운데, 멜로딕한 파트와 분절된 리프를 교차로 배치하는 독특한 구성이 인상적인 곡이다. 밴드의 롤모델 중 하나였던 투쉬 아모레나 엔비와 같은 팀의 음악에 바치는 헌사와도 같은 ‘Mirrors’를 지나, 앨범의 서사를 완성하는 11분의 대곡 ‘A Love Supreme’은 단연 앨범의 대표곡이자 정점의 순간을 선사하는 곡이다. 타격감 넘치는 연주와 스크리밍, 거기에 배킹 기타로 빼곡하게 채운 멜로딕함까지 빈틈없이 휘몰아치는 전개로 시작해 쉬지 않고 몰아치는 3분여를 지나 날카로운 기타 솔로와 스크리밍 보컬이 교차되고, 코러스 구간을 지나면서부터는 악상의 핵심을 구성하는 재료들만 남기며 디테일한 변주와 스크리밍-코러스-기타 라인으로 직선적이었던 초반부와 대치되는 지적인 긴장감을 부여한다. 6분여부터 이루어지는 3막은 퍼지한 톤의 기타와 블루지한 베이스라인이 완연히 곡의 표정을 바꾸고, 침잠하듯 템포를 낮추면서 감성적인 여백을 끌어내고, 그렇게 1분여를 지난 뒤부터는 이 모든 재료를 전력으로 투구하며 성찰의 끝에 다다른 서사의 대미를 장식하는 4분여의 장대한 피날레가 이어진다. 멜로딕한 코러스와 스크리밍이 싱얼롱을 주고 받으며, 겹겹이 쌓인 기타가 멈추지 않고 고조되는 가운데 모든 것을 토해내듯 처절하게 발산하는 기타와 초반의 질주를 내려놓고 이를 묵묵히 받치는 드럼, 저-중음역의 빈틈을 메우며 박자의 유연한 운용을 통해 서사의 디테일을 보강하는 베이스라인이 모두 한 점의 순간을 향해 극한의 집중력을 발휘하며 합쳐진다.
핌프락에 얼터너티브, 하드락, 락발라드까지 전작보다 더 넓은 진폭으로 완성된 [A Love Supreme]은, [Features/Creatures] 이상으로 장르적 해석과 소개에 어우러지지 못하는 문제적 작품이다. 그렇기에 지금 신에서 그 어느 밴드도 지향하지 않았고, 도달하지 않았던 지점을 바라보고, 또 의미 있는 한 걸음을 완성한 앨범이기도 하다. 이들은 이번에도 자신들이 다루는 장르에 대한 이해, 자신들을 지탱한 정체성에 대한 고민, 그리고 ‘다음 걸음’에 대한 당위성을 모두 업처럼 짊어진 채 묵묵히 앨범을 완성해냈다.
팀비스포크를 시작하며 9년, 남의 음악과 활동을 완성하고, 지원하는 역할로서 대했던 이들이 묵묵히 준비한 6년여의 시간을 마주하는 것은 굉장히 오묘한 경험이었다. 업계의 조력자로, 남들의 후광을 지근거리에서 바라보며 묵묵히 완성해갔을 그들의 음악은 그 자체로도 인상적이었지만, [A Love Supreme]은 분명 그 이상의 논란과, 또 성취를 마주할 자격이 있는 작품이다. 새로운 자극을 찾는 이들이건, 깊이 있는 성찰이 담긴 음악의 가치를 이해하는 이들이건, 혹은 귀를 스치는 배경음 이상의 의미를 음악에서 갈구하는 이들이건. [A Love Supreme]은 11년간, 끝내 멈추지 못한 한 밴드가 다다른 한 정점을 보여주는 작품으로서 감상에 들인 시간 이상의 울림을 전해줄 것이다.
추천사 : TEAM BSPK
페이스북
유튜브
인스타그램
네이버 인물정보